# Nymula tenes
Nymula tenes är en fjärilsart som beskrevs av Doubleday 1847. Nymula tenes ingår i släktet Nymula och familjen Riodinidae. Inga underarter finns listade i Catalogue of Life.